# Fredericus Anna Jentink
Fredericus Anna Jentink (Nijland, 20 augustus 1844 – Leiden, 4 november 1913) was een Nederlands zoöloog.

## Leven en werk
Jentink promoveerde in 1875 aan de universiteit van Leiden tot doctor in de zoölogie met het proefschrift Over systematiek en generatie organen van naakte Pulmonaten. Hij werd dat jaar conservator aan het Rijksmuseum van Natuurlijke Historie in Leiden. in 1883 werkte Jentink mee aan de Internationale Koloniale en Uitvoerhandel Tentoonstelling die in Amsterdam werd gehouden. Hij was verantwoordelijk voor het onderdeel 'Fauna' en verzorgde de tentoonstelling van levende en opgezette dieren in het Koloniaal paviljoen. In de bij de tentoonstelling behorende catalogus introduceerde Jentink de verschillende dieren die op de tentoonstelling te zien waren. Hij schreef ook dat de collectie dieren op de koloniale tentoonstelling. hoe mooi die ook was, niet kon tippen aan de collectie van het Rijksmuseum van Natuurlijke Historie, waarvan hij een jaar later directeur zou worden. 
Daar beter dan in eenig ander Museum vindt men de Fauna van onze Koloniën, verzameld grootendeels op last der Nederlandsche Regeering door tal van Reizigers, die hunne gezondheid en hun leven in het belang der wetenschap Opofferden. Met trots mag de Nederlandsche Natie den vreemdeling op die uitgebreide verzameling wijzen. En deze ontleent hare grootste waarde aan de wijze, waarop de voorwerpen tentoongesteld zijn, met andere woorden, aan den hoogen trap van volmaking, waarop daar de Taxiderinie of de kunst om dieren op te zetten en te conserveeren, is gebracht. In de school van een Temminck en een Schlegel gevormd, zijn kunstvaardige en vlugge handen bezig om de natuur op het nauwkeurigst na te bootsen, haar zoo na mogelijk te volgen. Door de wijze van opstellen wordt het overzicht vergemakkelijkt. Daar ziet men van elke soort zooveel mogelijk alle variatiën, zoowel in sekse als door leeftijd of jaargetijde of bijzondere locale omstandigheden veroorzaakt. Op deze wijze en op deze wijze alléén is het mogelijk om zich eene voorstelling te vormen van het door niemand nog onder juiste woorden gebrachte begrip „soort".
In 1884 volgde hij Hermann Schlegel op als directeur van het museum, een functie die hij tot aan zijn overlijden in 1913 uitoefende. Hij was ook de redacteur van het tijdschrift Notes from the Leyden Museum. In 1895 zat hij het derde internationaal zoölogisch congres voor dat in Leiden werd gehouden. Hij was dat jaar een van de stichtende leden van de International Commission on Zoological Nomenclature (ICZN).
Zijn wetenschappelijk werk was vooral gericht op de systematiek van de zoogdieren. Hij is de wetenschappelijke auteur van studies naar meerdere soorten van knaagdieren, vleermuizen en roofbuideldieren, waaronder de Lorentzbuidelmuis, de witvleugelvampier en Müllers rat.
In 1908 beschreef hij de zoogdieren verzameld tijdens de Eerste Zuid-Nieuw-Guinea-expeditie in 1907 onder leiding van Hendrikus Albertus Lorentz.
Jentink was ridder in de Orde van de Nederlandse Leeuw.
Oldfield Thomas noemde de Jentinkduiker en de eekhoorn Sundasciurus jentinki naar F.A. Jentink.